# 카트린 드뇌브
카트린 드뇌브(프랑스어: Catherine Deneuve, 1943년 10월 22일 ~ ) 라는 예명으로 잘 알려진 카트린 파비엔 도를레아크(프랑스어: Catherine Fabienne Dorléac)는 프랑스의 배우이다.

## 출연작
- 《쉘부르의 우산》 (1964)
- 《아름다운 사기꾼들》 (1964)
- 《혐오》 (1965)
- 《로슈포르의 연인들》 (1967) - 델핀 가르니에 역
- 《세브린느》 (1967)
- 《벤자민, 더 다이어리 오브 어 버진 보이》 (1967)
- 《비우》 (1968)
- 《행복의 파리에서》 (1969)
- 《미시시피의 인어》 (1969)
- 《트리스타나》 (1970)
- 《당나귀 공주》 (1970) - 공주 역
- 《리스본 특급》 (1972) - 카티 역
- 《리자》 (1972)
- 《남자는 괴로워》 (1973)
- 《상류 사회》 (1974)
- 《허슬》 (1975)
- 《마지막 지하철》 (1980)
- 《악마의 키스》 (1983)
- 《사강의 요새》 (1984)
- 《인도차이나》 (1992) - 엘리안느 데브리 역
- 《내가 좋아하는 계절》 (1993)
- 《체스 게임》 (1994)
- 《수도원》 (1995) - 엘렌 역
- 《시몽 시네마의 101의 밤》 (1995)
- 《도둑들》 (1996) - 마리 르블랑 역
- 《범죄의 계보》 (1997) - 쟌느 / 소란쥬 역
- 《방돔 광장》 (1998)
- 《밤에 부는 바람》 (1999)
- 《폴라 X》 (1999)
- 《어둠 속의 댄서》 (2000)
- 《나는 집으로 간다》 (2001)
- 《머스킷티어》 (2001)
- 《8명의 여인들》 (2002)
- 《토킹 픽처》 (2003)
- 《현모양처》 (2010)
- 《파비안느에 관한 진실》 (2019) - 파비안느 역
- 《밤이여 안녕》 (2019) - 뮤리엘 역
- 《해피 버스데이》 (2019) - 안드레아 역
- 《헬무트 뉴튼: 나쁘거나 혹은 아름답거나》 (2020) - 본인 역 (다큐멘터리)

## 같이 보기
- 프랑스 영화